# Mathieu Spanjer
Mathias (Mathieu) Spanjer (Brunssum, 31 maart 1928 – Heerlen, 8 juni 2005) was een Nederlands voetballer die speelde voor SV Limburgia. Hij werd met de club landskampioen in 1950.

## Loopbaan

### Beginjaren
Hij werd als elfjarige in 1939 lid van Limburgia. In de jeugd speelde hij als verdediger. Na de bevrijding kwam hij bij het eerste elftal, dat vlak voor de oorlog naar de Eerste klasse was gepromoveerd. Spanjer maakte halverwege het seizoen 1945/46 zijn competitiedebuut als vervanger van de geblesseerde verdediger Jan van Huizen. Later nam hij de linkshalfpositie over van de gestopte Jeu Theunissen.
Als nieuwkomer draaide Limburgse in het eerste naoorlogse seizoen bovenin mee. Met een punt voorsprong op MVV behaalde de Brunssumse club het kampioenschap. In de strijd om de landstitel werd de 18-jarige Spanjer in zeven van de tien duels ingezet, waarvan driemaal als invaller, en hij scoorde drie keer. Limburgia kon geen hoofdrol spelen in de titelstrijd en eindigde als zesde en laatste.

### Landskampioen
In het seizoen 1948/49 verloor Limburgia op de slotdag de titelstrijd in de Eerste klasse van de latere landskampioen BVV. Een jaar later streed Limburgia met PSV om het kampioenschap. De clubs eindigden samen aan kop waardoor een beslissingswedstrijd nodig was. Die werd gespeeld in stadion De Kraal in Venlo op zondag 26 maart 1950. Limburgia klopte PSV met 2-1.
Spanjer was dat seizoen een van de jongste spelers en alhoewel hij in militaire dienst zat, miste hij geen enkel duel. Ook in alle tien duels om het landskampioenschap was hij van de partij. De beslissing viel in de laatste speelronde waarin Limburgia op bezoek ging bij het al uitgeschakelde Ajax. Op zaterdag 24 juni won de Zuid-Limburgse club deze legendarische wedstrijd in het Olympisch stadion met 0-6 waardoor de landstitel binnen was.

### Elftal uit elkaar
Limburgia kon het topjaar geen vervolg geven. Na de derde plaats in het seizoen 1950/51 zakte de club af naar de middenmoot van de Eerste klasse. Oudere spelers zoals Willy Groen, Jan van Huizen, de broers Hens en Nelis van Lubeck en Hub Welzen verdwenen uit het elftal terwijl Frits Cox emigreerde naar het toenmalige Ruanda-Urundi. 
Spanjer werd als stopperspil een van de dragende spelers van het vernieuwde elftal dat in 1954 overging naar het profvoetbal. Hij speelde zes keer voor het Nederlands militair elftal en kwam negentien keer uit voor het Limburgs elftal.
In het seizoen 1955/56 kwam Limburgia een punt tekort om zich te plaatsen voor de nieuw gevormde Eredivisie die in 1956 van start ging. 

### Laatste jaar
In het seizoen 1957/58 was hij alleen met doelman Sjra Jacobs overgebleven uit de kampioensploeg van 1950. Jacobs vertrok in 1958 naar Rapid JC waardoor Spanjer nog de enige was. Vrij onverwacht werd het seizoen 1958/59 zijn laatste als speler. Hij kon zich niet verenigen met de wijze waarop zijn club, middenmoter in de Eerste divisie A, het seizoen afsloot. Limburgia trof in de beslissende slotfase de beide titelkandidaten Leeuwarden en Volendam. De clubleiding zou geregeld hebben de uitwedstrijd tegen Leeuwarden te verliezen. Zodat een zondag later koploper Volendam in een volgepakt thuisstadion kon worden ontvangen. Limburgia verloor met 3-2 bij Leeuwarden op 26 april en op 3 mei pakte Volendam door de 4-1 zege in Brunssum het kampioenschap en promoveerde naar de Eredivisie. Spanjer vertelde in 2000 in een interview in Voetbal International dat hij hierover zo teleurgesteld was, dat hij na dat seizoen op 31-jarige leeftijd abrupt stopte.
Hij werd trainer bij Passart maar keerde aan het einde van het seizoen, in het laatste competitieduel op 22 mei 1960, nog eenmaal terug bij Limburgia. De club verkeerde in degradatiegevaar en de spelers hadden aangedrongen op zijn rentree. Hij nam in de thuiswedstrijd tegen VSV zijn positie als stopperspil weer in en Limburgia en handhaafde zich door de 5-0 winst in de Eerste divisie B.

### Trainer
In 1960 werd hij speler-trainer bij vierdeklasser Schinveld De club werd in zijn eerste jaar kampioen en promoveerde.
Na de Midden-Limburgse clubs EVV (twee periodes) en Wilhelmina '08 ging hij in 1969 bij EHC weer trainen in het zuiden van de provincie. Na anderhalf jaar kwam het tot een breuk. Na twee weken ging hij tussentijds aan de slag bij SVK om het seizoen af te ronden. Hij nam een rustpauze en was nog een jaar in Duitsland actief. Na een korte periode bij Haslou was Treebeek zijn laatste club.
Spanjer was een van de weinige niet-mijnwerkers in het kampioenselftal van Limburgia uit 1950. Tijdens het kampioensjaar was hij sportinstructeur in militaire dienst. Na de diensttijd werd hij sportleraar aan de Ondergrondse Vakschool van Staatsmijn Emma. Hij was vanaf 1967 gymnastiekleraar aan de technische school in Heerlen.

## Clubstatistieken
| Seizoen | Club      | Land      | Competitie                   | Competitie | Competitie | Beker | Beker | Internationaal | Internationaal | Overig | Overig | Totaal | Totaal |
| Seizoen | Club      | Land      | Competitie                   | Wed.       | Dlp.       | Wed.  | Dlp.  | Wed.           | Dlp.           | Wed.   | Dlp.   | Wed.   | Dlp.   |
| ------- | --------- | --------- | ---------------------------- | ---------- | ---------- | ----- | ----- | -------------- | -------------- | ------ | ------ | ------ | ------ |
| 1945/46 | Limburgia | Nederland | Eerste klasse Zuid II        | 11         | 0          | –     | 0     | 0              | 0              | 7      | 3      | 18     | 3      |
| 1946/47 | Limburgia | Nederland | Eerste klasse Zuid II        | 14         | 2          | –     | 0     | 0              | 0              | 0      | 0      | 14     | 2      |
| 1947/48 | Limburgia | Nederland | Eerste klasse Zuid I         | 19         | 0          | –     | 0     | 0              | 0              | 0      | 0      | 19     | 0      |
| 1948/49 | Limburgia | Nederland | Eerste klasse Zuid I         | 5          | 0          | –     | 0     | 0              | 0              | 0      | 0      | 5      | 0      |
| 1949/50 | Limburgia | Nederland | Eerste klasse Zuid I         | 18         | 0          | –     | 0     | 0              | 0              | 11     | 0      | 29     | 0      |
| 1950/51 | Limburgia | Nederland | Eerste klasse E              | 22         | 0          | –     | 0     | 0              | 0              | 0      | 0      | 22     | 0      |
| 1951/52 | Limburgia | Nederland | Eerste klasse D              | 26         | 3          | –     | 0     | 0              | 0              | 0      | 0      | 26     | 3      |
| 1952/53 | Limburgia | Nederland | Eerste klasse D              | 26         | 1          | –     | 0     | 0              | 0              | 0      | 0      | 26     | 1      |
| 1953/54 | Limburgia | Nederland | Eerste klasse D              | 14         | 1          | –     | 0     | 0              | 0              | 0      | 0      | 14     | 1      |
| 1954/55 | Limburgia | Nederland | Eerste klasse C (afgebroken) | 10         | 1          | –     | –     | 0              | 0              | 0      | 0      | 10     | 1      |
| 1954/55 | Limburgia | Nederland | Eerste klasse C              | 25         | 7          | –     | –     | 0              | 0              | 0      | 0      | 25     | 7      |
| 1955/56 | Limburgia | Nederland | Hoofdklasse A                | 33         | 2          | –     | –     | 0              | 0              | 0      | 0      | 33     | 2      |
| 1956/57 | Limburgia | Nederland | Eerste divisie A             | 30         | 0          | 2     | 0     | 0              | 0              | 0      | 0      | 32     | 0      |
| 1957/58 | Limburgia | Nederland | Eerste divisie B             | 28         | 3          | 3     | 0     | 0              | 0              | 0      | 0      | 31     | 3      |
| 1958/59 | Limburgia | Nederland | Eerste divisie A             | 30         | 3          | 0     | 0     | 0              | 0              | 0      | 0      | 30     | 3      |
| 1959/60 | Limburgia | Nederland | Eerste divisie B             | 1          | 0          | –     | –     | 0              | 0              | 0      | 0      | 1      | 0      |
| Totaal  | Totaal    | Totaal    | Totaal                       | 312        | 23         | 5     | 0     | 0              | 0              | 18     | 3      | 335    | 26     |